# نيكولا سيميتش
نيكولا سيميتش هو لاعب كرة قدم صربي في مركز الوسط، ولد في 30 يوليو 1981 في فاليفو في صربيا. لعب مع نادي أو إف كيه بيوغراد ونادي إيغاليو لكرة القدم ونادي سيليك زينيكا.

## وصلات خارجية
- نيكولا سيميتش على موقع الاتحاد الأوربي (الإنجليزية)
- نيكولا سيميتش على موقع قاعدة بيانات كرة القدم.إي يو (الإنجليزية)
- نيكولا سيميتش على موقع Soccerway.com (الإنجليزية)
- نيكولا سيميتش على موقع عالم كرة القدم.نت (الإنجليزية)